# Raquel Barrientos
Raquel Barrientos (* 27. Mai 1974) ist eine ehemalige spanische Judoka. Sie war Weltmeisterschaftszweite 1997 und Europameisterschaftszweite 1998, zudem gewann sie 1994, 1995 und 1997 Europameisterschaftsbronze.

## Sportliche Karriere
Raquel Barrientos kämpfte im Schwergewicht oder in der offenen Klasse. Von 1993 bis 1995 sowie 1997 und 1998 war sie spanische Meisterin im Schwergewicht.
Ihre internationale Karriere begann Barrientos 1992 mit einer Bronzemedaille bei den Junioren-Europameisterschaften. 1993 belegte sie bei den Europameisterschaften in Athen den siebten Platz in der offenen Klasse. 1994 bei den Europameisterschaften in Danzig unterlag sie im Viertelfinale des Schwergewichts der Polin Beata Maksymow. Mit zwei Siegen in der Hoffnungsrunde erreichte sie den Kampf um Bronze und siegte gegen die Italienerin Donata Burgatta. Bei den Europameisterschaften 1995 in Birmingham unterlag sie im Viertelfinale der offenen Klasse der Bulgarin Tswetana Bojilowa. Nach zwei Siegen in der Hoffnungsrunde bezwang sie im Kampf um Bronze die Deutsche Sandra Köppen. Bei den Weltmeisterschaften 1995 in Chiba verlor Barrientos ihren Auftaktkampf gegen Donata Burgatta. Im Jahr darauf unterlag sie bei den Europameisterschaften 1996 im Achtelfinale des Schwergewichts der Niederländerin Angelique Seriese und schied dann in der Hoffnungsrunde gegen die Ungarin Éva Gránitz aus.
1997 trat Barrientos bei den Europameisterschaften in Ostende in beiden Gewichtsklassen an. Im Achtelfinale des Schwergewichts unterlag sie der Russin Irina Rodina. In der offenen Klasse unterlag sie im Viertelfinale der Belgierin Brigitte Olivier. Mit zwei Siegen in der Hoffnungsrunde erreichte sie den Kampf um Bronze, den sie gegen die Rumänin Simona Richter gewann. Bei den Weltmeisterschaften 1997 in Paris schied Barrientos im Schwergewichts-Achtelfinale gegen die Brasilianerin Edilena Andrade aus. In der offenen Klasse erreichte sie mit einem Sieg über die Niederländerin Françoise Harteveld das Finale. Nach ihrer Niederlage gegen die Kubanerin Daima Beltrán erhielt Barrientos die Silbermedaille. 1998 erreichte Barrientos bei den Europameisterschaften in Oviedo mit einem Halbfinalsieg über die Russin Swetlana Gundarenko das Schwergewichtsfinale. Dort unterlag sie der Britin Karina Bryant. 1999 nahm Barrientos noch einmal in der offenen Klasse an den Europameisterschaften teil, schied aber gegen die Deutsche Katja Gerber im Viertelfinale und die Italienerin Clementina Papa in der Hoffnungsrunde aus. Bei den spanischen Meisterschaften 2000 unterlag sie im Schwergewichtsfinale Beatriz Martín, die dann auch für Spanien an den Olympischen Spielen in Sydney teilnahm.